# Самойленко Юрій Миколайович
Самойленко Юрій Миколайович (8 жовтня 1949, Челябінськ) — радянський та український інженер-механік у системі МСМ СРСР, заступник головного інженера з дезактивації ЧАЕС. Герой Соціалістичної Праці (1986).

## Біографія
Народився 8 жовтня 1949 року у місті Челябінську у робочій сім'ї.
З 1968 до 1973 року проходив навчання на факультеті двигунів, приладів та автоматів Челябінського політехнічного інституту, після закінчення якого отримав спеціалізацію інженер-механік. Другу вищу освіту здобув закінчивши Сніжинський фізико-технічний інститут, після закінчення якого здобув спеціалізацію фізик-ядерник. З 1973 по 1986 рік працював на інженерних посадах на Смоленській атомній електростанції.
29 травня 1986 року після аварії на Чорнобильській атомній електростанції, Ю. М. Самойленко був призначений заступником головного інженера Чорнобильської АЕС з дезактивації, займався роботами з дезактивації покрівлі машинного залу третього енергоблока, що є зоною особливої радіаційної небезпеки, також був керівником усіх робіт по видаленню радіоактивних елементів із особливо небезпечних зон Чорнобильської атомної електростанції.
Під керівництвом та за безпосередньою участю Ю. М. Самойленка, аварійну покрівлю третього енергоблоку та машинного залу Чорнобильської АЕС загальною площею тисяча п'ятсот квадратних метрів було очищено у рекордні терміни — за два тижні; всього було скинуто з аварійної покрівлі понад двісті тонн радіоактивно зараженого графіту, ядерного палива та інших радіоактивних елементів.
24 грудня 1986 року «закритим» Указом Президії Верховної Ради СРСР «За мужність, самовіддані дії та трудовий героїзм, виявлені при ліквідації аварії на Чорнобильській АЕС та усунення її наслідків» Юрій Миколайович Самойленко був удостоєний звання Героя Соціалістичної Праці із врученням ордена Леніна і золотої медалі «Серп і молот».
Отримавши велику дозу радіації Ю. М. Самойленко лікувався у раковому шпиталі, після одужання був направлений для будівництва другого енергоблоку Ростовської атомної електростанції.
Живе у Києві, працював у місті Прип'ять на посаді генерального директора науково-виробничого об'єднання «Спецатом».

## Нагороди
- Медаль «Серп та Молот» (24.12.1986)
- Орден Леніна (24.12.1986)
- Медаль «За трудову відзнаку» (30.05.1984)
- Орден «За заслуги» III ст. (14.12.2021)[3]